# Dioko Kaluyituka
Alain Dioko Kaluyituka (2 de janeiro de 1987) é um ex-futebolista congolês.[carece de fontes?] Entrou para a história como autor do segundo gol contra o Internacional na vitória por 2 a 0 na semifinal do Mundial de Clubes da FIFA,[carece de fontes?] o que levou um time africano pela primeira vez à final do campeonato.
Foi premiado com a Bola de Prata do Mundial da FIFA 2010, enquanto Andrés D'Alessandro, do SC Internacional, foi o Bola de Bronze e Samuel Eto'o, da FC Internazionale foi eleito o Bola de Ouro.

## Carreira
Dioko nasceu na República Democrática do Congo e em 2004 assinou com o Linafoot clube AS Vita Club para quem jogou por 2 anos. Ele, então, transferiu-se para o Mazembe, em 2007, onde ele iria imediatamente encontrar o sucesso. Ele jogou pelo clube na Liga dos Campeões 2007 em que chegaram a qualificação 16 final, antes de ser eliminado pelo FAR Rabat. Durante a CAF Champions League 2008 ele jogou para o clube, mas eles foram eliminados do Grupo B, terminando terceiro da geral.Thiré sucesso final veio durante a Liga dos Campeões 2009, que Mazembe venceu. Dioko recebeu a Chuteira de Ouro, tendo marcado oito gols. Isso significava que, para a primeira vez TP Mazembe qualificou-se para a 2009 FIFA Club World Cup. Dioko fazia parte do elenco que participou da Copa do Mundo de Clubes da FIFA, onde encontraram sucesso limitado, terminando 6 de 7.
Ele marcou o segundo gol na semifinal da 2010 FIFA Club World Cup, onde TP Mazembe venceu Internacional por 2-0 para se tornar o primeiro time fora da Europa e América do Sul para chegar ao Mundial de Clubes final. Ele foi premiado com a Bola de Prata no torneio.
Em 2011, assinou um contrato de Dioko três anos com o Al-Ahly Doha, no Qatar,vestindo a camisa nº 15 que ele já tinha em Mazembe. Durante a finalização da transferência, uma disputa eclodiu entre Mazembe e Al Ahly. FIFA decidiu em favor do Al Ahly e declarou o jogador elegível para jogar no Qatar Estrelas Liga.

## Seleção do Congo
Dioko tem representado DR Congo equipe nacional de futebol por 10 vezes, marcando três vezes. Todos estes jogos foram durante a Copa do Mundo 2006 de qualificação.

## Títulos
TP Mazembe
- Liga dos Campeões da CAF: 2009 e 2010[3]
- Linafoot: 2009

## Prêmios
- Bola de Prata da Copa do Mundo de Clubes da FIFA: 2010 - FIFA[4][5][3]

## Artilharias
- Liga dos Campeões da CAF: 2009 (8 gols)